# Dermot Kennedy
Dermot Kennedy, né le 13 décembre 1991 à Rathcoole, est un chanteur, parolier et compositeur irlandais. En octobre 2019, il sort son premier album studio Without Fear. L'album se classe numéro 1 des ventes au Royaume-Uni.

## Biographie

### Enfance et débuts
Kennedy grandit à Crumlin, un quartier de Dublin. Fan et joueur de football,,, Kennedy commence à jouer à la guitare à l'âge de 10 ans et se met à écrire des chansons à 14 ans. Pourtant, il dit ne pas commencer la musique « sérieusement » avant ses 17 ans. Ses parents le soutiennent dans sa démarche musicale, et son père le conduisait fréquemment à Dublin pour qu'il se produise sur des scènes ouvertes. Sa mère pose sa candidature pour qu'il étudie la musique classique à l'université. Il est resté à l'université pendant trois ans.

### Without Fear
En octobre 2019, il sort son premier album studio Without Fear. L'album se classe numéro 1 des ventes au Royaume-Uni. Dermot a pu lancer son album grâce au chanteur Glen Hansard qui lui accorde dix minutes lors d'un de ses concerts afin d'y faire une prestation, ce qui lui a permis de laisser sa marque dans les médias après cet événement.

## Discographie

### Album studio
- 2019 - Without Fear
- 2022 - Sonder

### Singles
En tant qu'artiste principal
- 2015 : An Evening I Will Not Forget
- 2016 : Shelter
- 2016 : After Rain
- 2017 : Moments Passed
- 2018 : Young & Free
- 2018 : Power Over Me (en)
- 2019 : For Island Fires and Family
- 2019 : Lost
- 2019 : Outnumbered (en)
- 2020 : Resolution
- 2020 : Giants (en)
- 2020 : Power
- 2020 : Don't Cry
- 2023 : Kiss me

En tant qu'artiste vedette
- 2020 : Times Like These (en tant que partie de Live Lounge Allstars)
- 2020 : Paradise (Meduza feat. Dermot Kennedy)

### Reprises
- 2021: Driving Home for Christmas, chanson originale de Chris Rea (chanson de Noël favorite de Dermot Kennedy)[9].